# Trägheitsnavigationssystem
Ein Trägheitsnavigationssystem oder inertiales Navigationssystem (engl. Inertial Navigation System), kurz INS, in den moderneren Gerätevarianten auch kurz IRS (engl. Inertial Reference System), ist ein 3-D-Messsystem mit einer inertialen Messeinheit (engl. Inertial Measurement Unit, IMU) als zentraler Sensoreinheit mit mehreren Beschleunigungs- und Drehratensensoren. Durch Integration der von der IMU gemessenen Beschleunigungen und Drehraten wird in einem INS laufend die räumliche Bewegung des Fahr- oder Flugzeugs und daraus die jeweilige geografische Position bestimmt. Der Hauptvorteil eines INS ist, dass dieses referenzlos betrieben werden kann, also unabhängig von jeglichen Ortungssignalen aus der Umgebung. Nachteilig ist die unvermeidliche Drift der Sensoren.
Der Begriff Trägheitsnavigation leitet sich vom Prinzip der Massenträgheit ab. Die inertiale Messeinheit mit ihren Beschleunigungs- und Drehratensensoren berechnet jede Lageänderung des Fahr- oder Flugzeugs aus den Beschleunigungen der internen quantitativ bekannten Massen, auch seismische Massen genannt.
Wesentliche Herausforderungen an die Konstruktion eines INS sind
- die immer erforderliche doppelte Integration der Beschleunigungs-Messwerte und einfache Integration der Winkelgeschwindigkeits-Messwerte,
- die vor allem bei sehr einfachen Sensoren stark vorhandene Sensordrift und
- die mathematisch bedingte Kreuzkopplung der orthogonalen Sensorachsen,

deren Fehlereinfluss sich im Laufe einer Messung kumulativ auswirkt. Der angezeigte Standort „kreist“ auf einer größer werdenden Ellipse um den wahren Standort. Die Umlaufdauer wird durch die Schuler-Periode beschrieben.
In der Praxis koppelt man ein INS mit anderen Navigationssystemen, die eine andere Fehlercharakteristik aufweisen. Beispielsweise liefert eine Kombination mit einem globalen Navigationssatellitensystem (GNSS) absolute Positionsangaben im Sekundenabstand, während das INS vor allem beim Ausbleiben von Signalen die Zwischenwerte interpoliert.

## Grundprinzip
Ausgangspunkt ist das Erfassen der Beschleunigung und der Drehrate mittels einer inertialen Messeinheit. Ist die Beschleunigung eines Massepunkts im Raum in ihrem Betrag und in ihrer Richtung bekannt, erhält man bei jeweils festgelegten Anfangsbedingungen durch Integration über die Zeit seine Geschwindigkeit und nach nochmaliger Integration seine durch die Geschwindigkeit verursachte Positionsänderung s(t). Das basiert auf Newtons 2. Gesetz der Mechanik, nämlich:
{\displaystyle m\cdot {\underline {\ddot {s}}}(t)=m\cdot \;{\frac {{\mathrm {d} }^{2}{\underline {s}}(t)}{\mathrm {d} t^{2}}}=m\cdot {\underline {a}}(t)=\sum _{J}{\underline {F}}^{J}}
Bei bekannten Anfangsbedingungen – Anfangsgeschwindigkeit und Ausgangspunkt – folgt aus der Integration über die Zeit ein absoluter Ort nach der Verschiebung des Sensors.
Analoges gilt auch für die Winkelgeschwindigkeit, die sich wiederum nach Bestimmung mittels Drehratensensor über eine einfache Integration über die Zeit in den Verkippungswinkel im inertialen Raum überführen lässt. Insgesamt leistet ein INS die gleichzeitige Messung von sechs Größen, nämlich die Beschleunigung und die Winkelgeschwindigkeit, jeweils in den drei zueinander orthogonalen Raumrichtungen. Dazu werden für die drei translatorischen Freiheitsgrade Beschleunigungssensoren sowie für die drei rotatorischen Drehratensensoren eingesetzt, jeweils entsprechend ihrer empfindlichen Achse im INS-Gehäuse verbaut. Aufgrund der vor allem mit dem fallenden Preis stärkeren Sensordrift ist der Einsatz eines INS mit einem Messfehler behaftet, der mit fortschreitender Messdauer aufgrund der Zweifachintegration der Positionsbestimmung quadratisch ansteigt bzw. bei einer Winkelberechnung sogar mit dritter Potenz in den Positionsfehler eingeht. Hinzu kommt, dass neben den eigentlichen Nutzsignalen bei einem Einsatz auf der Erde auch Einflüsse der Gravitationsbeschleunigung sowie der Erdrotation ebenfalls gemessen werden und somit als Störsignale zu beachten sind.
Die Beschleunigung kann einerseits mittels fahrzeugfester Beschleunigungssensoren („strap-down“) gemessen werden, andererseits durch vollkardanisch kreiselstabilisierte Beschleunigungsaufnehmer, die eine stabile Ebene und Richtung im Raum oder bzgl. der Tangentialebene besitzen. Mittels der Kreiseltechnologie sind auch die Drehung der Erde um die Sonne (0,041 °/h) sowie die Erddrehung (15 °/h) zu messen bzw. zu kompensieren.

## Kostengünstige Inertialsensorik

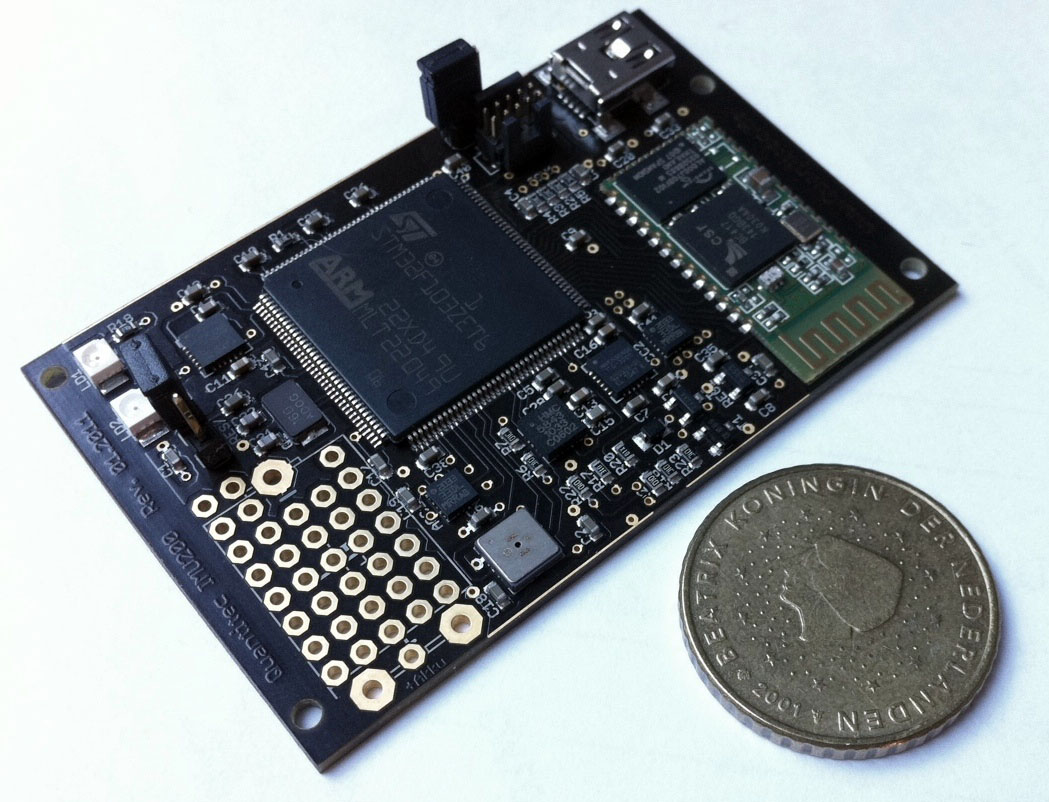
Kostengünstige Variante eines Inertial-Navigationssystems (Fa. Quantitec, Model IMU200), das in OP-Navigationssystemen (IN-OPNA) zur Knietransplantation eingesetzt wird.

Industriell (d. h. z. B. in der Luft- oder in der Raumfahrt) eingesetzte Beschleunigungs- und Drehratensensoren mit Lasern sind üblicherweise große, teure Geräte, die bei hoher Genauigkeit und geringer Drift meist auch Handelsbeschränkungen wegen deren militärischer Anwendbarkeit unterliegen. Im Gegensatz dazu sind in den letzten Jahren durch den Fortschritt der mikromechanischen Fertigungstechniken Inertialsensoren auf dem Markt erhältlich, die mit den bisher bekannten Funktionsprinzipien besonders klein, leicht und preiswert sind und sich ohne weiteres auf elektronische Träger in Form von mikro-elektro-mechanischen Systemen (MEMS) unterbringen lassen. MEMS-basierende Inertialsensorik weist allerdings eine um Größenordnungen höhere Drift als laserbasierende Systeme auf. Typisch für solche Geräte sind daher Anwendungen, wo die Langzeitstabilität keine oder nur eine geringe Rolle spielt, wie beispielsweise der Einsatz von Beschleunigungsaufnehmern zur Airbagauslösung in Fahrzeugen, von Gyroskopen für die Fahrzeugstabilisierung (vgl. ESP) oder bei Lenkflugkörpern. Auch in Digitalkameras finden inertialbasierte Sensoren als Komponenten zur Verwacklungskorrektur Verwendung. Weitere Anwendungen sind auch die Neigungsmessung in Smartphones und Tablet-PCs, als Eingabegerät in Spielekonsolen (Nintendo Wii) oder als Schrittdetektoren in elektronischen Trainingshelfern.

## Einsatz

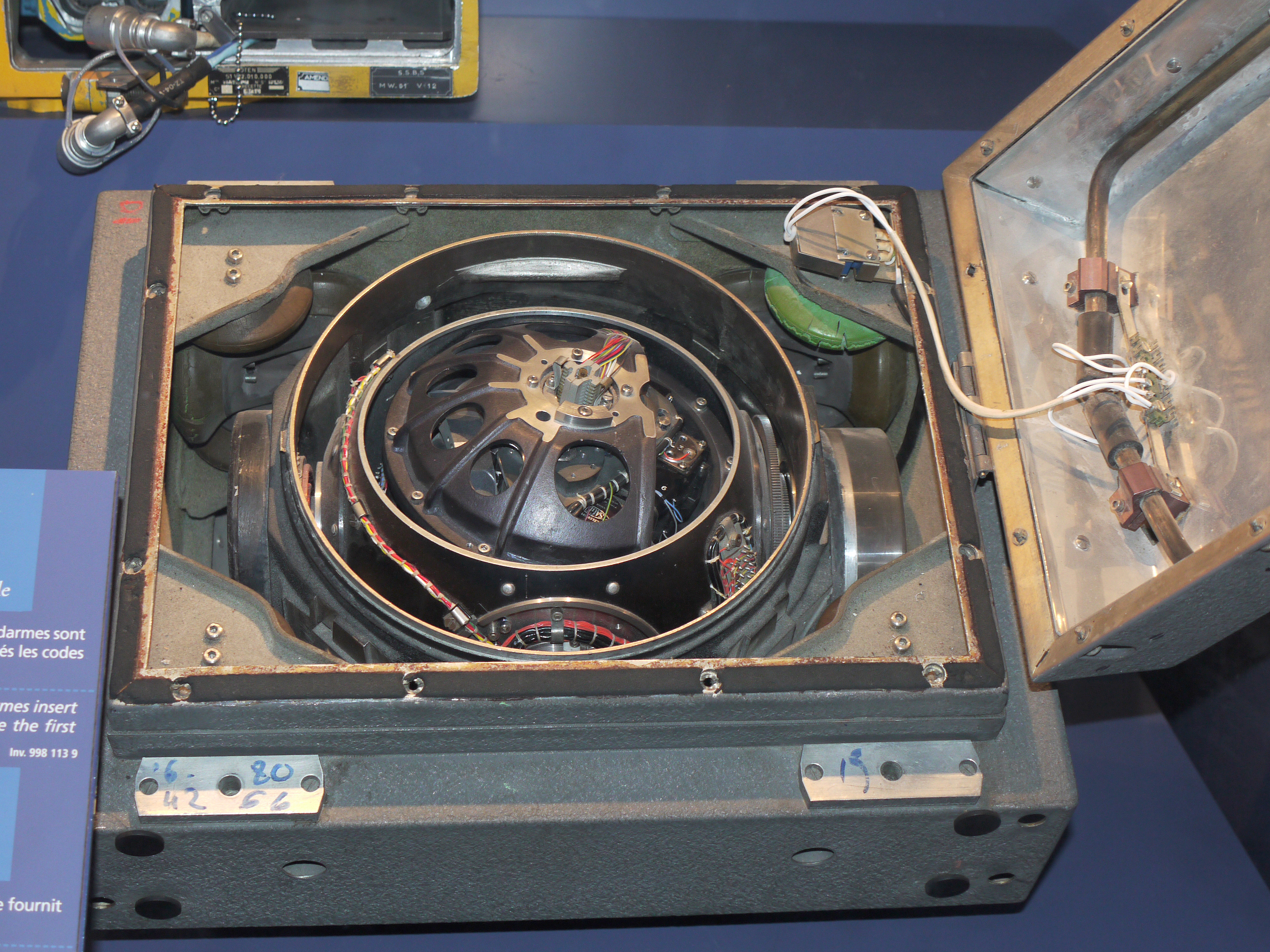
Trägheitsnavigationssystem der SSBS S3-Mittelstreckenrakete

INS, insbesondere jene Systeme, welche auf MEMS basieren, liefern nur für kurze Messperioden verlässliche Werte. Bei erdgebundener Navigation macht man sich u. a. den Einfluss der gekrümmten Erdoberfläche zunutze, um das Anwachsen des Positionsfehlers auf eine lineare Zunahme über der Zeit zu beschränken (Schuler-Kompensation, Schuler-Periode 84 Minuten). Man kombiniert Trägheitsnavigation deshalb häufig mit anderen Verfahren, beispielsweise Odometrie bei Fahrzeugen oder Satellitennavigation im Flugverkehr, um höhere Genauigkeit über lange Zeiträume zu erreichen.
Die Sensor-Genauigkeit einfacher INS auf der Basis von MEMS und Faserkreiseln liegt etwa zwischen 1°/s und 0,01°/h Kreiseldrift. Mit Laserkreisel-Navigationssystemen erreicht man etwa 0,001 °/h bis 1 °/h Kreiseldrift. Daraus folgt für hochwertige Navigationssysteme eine Ortsabweichung von ca. 0,05 NM/h bis 3 NM/h (nautische Meilen pro Stunde) bei freier erdnaher Navigation und Höhenstützung, da der Höhenkanal aufgrund der erforderlichen Erdschwerekompensation andernfalls instabil wäre.
Bevor Satellitennavigation zur Positionskorrektur des INS zur Verfügung stand, wurde im Luftverkehr INS alleine genutzt. Die Abweichung der INS-Geräte betrug dabei Anfang der 1970er Jahre maximal 10 Seemeilen in 5 Stunden Flug, z. B. bei einer Ozeanüberquerung. Die frühen INS-Geräte erlaubten durch die Automatisierung – jedoch nicht durch die Navigationsgenauigkeit – die Einsparung des Navigators in Langstreckenflugzeugen. Ein Navigator konnte zwar mit einem Sextanten problemlos eine genauere Position berechnen, aber die relativ große Ungenauigkeit früher INS-Systeme war kein Problem, weil in Küstennähe oder über dem Festland auch durch NDB-Funkfeuer eine genaue Positionsberechnung möglich war.
Auch der Gleichgewichtssinn bei Säugetieren ist wie ein INS aufgebaut, welches für Kurzzeitmessungen als Regelkreis zur Positionskorrektur dient. Sacculus und Utriculus im Gleichgewichtsorgan erfassen die Beschleunigung, während die Bogengänge die Drehbewegungen registrieren.
Bei Fluginsekten, wie zum Beispiel den Schnaken, liefern Schwingkölbchen Informationen über Drehungen im Raum. Die Funktion eines Beschleunigungssensors übernehmen die Statocysten.
Da inertiale Navigations-Systeme (INS) auch ohne GNSS-Signale auskommen, sind vor allem Anwendungsgebiete, bei denen kein Satellitenempfang möglich ist (z. B. unter Wasser, unter der Erde, in Gebäuden oder dort, wo der GNSS-Empfang bewusst gestört (Jamming) oder verfälscht (Spoofing) wird) von großem Interesse. Beispiele dafür sind Tunnelbohrungen, U-Boote und Torpedos. Für militärische Anwendungen – etwa bei fliegenden Lenkwaffen – ist Trägheitsnavigation ebenfalls interessant, da der Empfang der Satelliten-Signale durch Störsender oder Antisatellitenwaffen verhindert werden kann.
Während in Kurzzeitanwendungen, wenn die Inertialmesstechnik ungestützt eingesetzt wird, der Geschwindigkeitsfehler im Wesentlichen linear und der Positionsfehler quadratisch mit der Zeit anwächst, gibt es Anwendungen auf Landfahrzeugen, bei denen trotz sehr langer Missionsdauer der Positionsfehler trotz großer zurückgelegter Distanz vergleichsweise klein bleibt (Größenordnung von 0,05 % des zurückgelegten Weges trotz Missionsdauern von 1 Stunde und mehr). Dies erlaubt die Durchführung von Missionen ohne jede externe Stützung in einer sogenannten GNSS-denied-Umgebung.
Weitere Einsatzgebiete sind:
- Ausrichtung von Maschinen, Antennen und Walzen
- Führung autonomer Roboter und von fahrerlosen Fahrzeugen
- Kfz-Dynamik-Vermessung, Schwimmwinkelmessung, Elchtests
- Stabilisierungen von Plattformen, Kameras, Waffen, Hubschraubern
- Vermessungstechnik

## Navigation in Gebäuden
Von der Problemstellung ausgehend, dass die derzeit im Freien eingesetzten globalen Navigationssysteme (GNSS) wie GPS oder GLONASS aufgrund der Abschirmung durch Gebäude und Hindernisse auf dem Weg der Signalausbreitung nicht für Innenräume eingesetzt werden können und auch für den Indoor-Bereich konzipierte Lösungen auf optischer, akustischer oder Wellenbasis in der Regel mit erheblichem Installationsaufwand, Anschaffungskosten und der Störung durch Personen und Gegenstände im Raum verbunden sind, lag die Überlegung nahe, die referenzlosen INS auch für solche Aufgaben einzusetzen. Diese können nicht abgeschirmt werden, besitzen einen unbegrenzten Arbeitsbereich und sind neben ihrer miniaturisierten und portablen Bauform sehr preiswert. Sie lassen sich an das Messobjekt anbringen oder in dieses integrieren mit dem Vorteil, dass sie durch die Kapselung vor Feuchtigkeit, Schmutz und Ähnlichem geschützt sind. Nachteile liegen vor allem in den zuvor beschriebenen Abweichungen und Störeinflüssen, welche nur durch entsprechenden Aufbau der INS sowie einer softwarebasierten Signalverarbeitung, beispielsweise mittels Kalman-Filterung, für einen applikationsgerechten Einsatz auf ein Mindestmaß reduziert werden können. Ein unter anderem auf diesem Gebiet weit fortgeschrittenes Forschungsinstitut ist das CCASS in Darmstadt.

## Geschichte
Das Prinzip der Inertialnavigation wurde bereits 1910 in einem Patent beschrieben. Bereits in den ersten Flüssigkeitsraketen – z. B. der deutschen A4 – wurden Trägheitsnavigationssysteme auf Basis von Gyroskopen eingesetzt. In den 1950er Jahren wurde Inertialnavigation vom US-Militär weiterentwickelt und kam im Atom-U-Boot Nautilus zum Einsatz. Heute ist sie auch aus der Luft- und Raumfahrt nicht mehr wegzudenken, allerdings fast immer gekoppelt mit Radio- oder Satellitennavigation, was eine absolute Positionsbestimmung auf bis zu wenige Zentimeter Genauigkeit in Echtzeit ermöglicht.
Das Mittlere Artillerieraketensystem verfügt über ein Trägheitsnavigationssystem. Dabei werden trigonometrische Punkte im Gelände angefahren, um eine bekannte Position in das Navigationssystem einzugeben. Bewegt sich dann der Raketenwerfer zu seiner Feuerstellung, so werden die Wegstrecke und Richtungsänderungen erfasst und daraus die aktuelle Position berechnet. Mittlerweile kommt auch GPS zur direkten Positionsbestimmung zum Einsatz.
Speziell in der Raumfahrt wird die Inertialnavigation nur sparsam benutzt, da diese über die Zeit (beispielsweise durch Reibung) Messfehler aufweist und ein hoher Energiebedarf durch den Betrieb die Ressourcen der Raumfahrzeuge belastet. In bemannten Raumschiffen wird daher auch heute noch auf einen Space Sextant zurückgegriffen, bei unbemannten Raumsonden und Satelliten werden Sternsensoren eingesetzt. So wurden beispielsweise bei den Mondflügen des Apollo-Programms zwischen Erde und Mond in jeder Richtung bis zu vier Kurskorrekturen vorgenommen. Nach optischer Positions- und Fluglagebestimmung wurde dann das Inertialmessgerät eingeschaltet und justiert, was etwa 45 Minuten bis eine Stunde Zeit in Anspruch nahm. Nach den Korrekturen wurde das Inertialmessgerät wieder ausgeschaltet.

### Wissenschaftliche Konferenzen zum Thema Inertiale Sensoren und Navigation
Zur Unterstützung der Nutzung der Inertialtechnologie wurde bereits 1965 in Deutschland unter dem Schirm der Deutschen Gesellschaft für Ortung und Navigation (DGON) eine technische Arbeitsgruppe für Inertialsensoren gegründet, um die Anwender, Hersteller und Forscher von Inertialsensoren zusammenzubringen. Diese Arbeitsgruppe hat sich kontinuierlich weiterentwickelt und ist heute als Symposium DGON ISA Inertial Sensors and Application bekannt, die führende Konferenz für Inertialtechnologien und Anwendungen seit mehr als 60 Jahren. Dieses Symposium,  findet jährlich im Oktober in Deutschland statt und ist jedes Jahr Treffpunkt von etwa 200 internationalen Teilnehmern aus Industrie, hoheitlichen Anwendern und Forschung. Die wissenschaftlichen Veröffentlichungen aller DGON ISA Konferenzen sind zugänglich.